# نوروز
النَّوْرُوزُ أو النَّيْرُوزُ هو عيد رأس السنة الفارسية والسنة الكردية، ويوافق يوم الاعتدال الربيعي أي الحادي والعشرين من مارس في التقويم الميلادي.
يرجع أصل عيد النوروز إلى تقاليد الديانة الزرادشتية لكن الاحتفال بهذا العيد بقي حتى بعد الفتوحات الإسلامية لبلاد فارس واستمر إلى يومنا هذا. ويعتبر العيد أكبر الأعياد عند القومية الفارسية ويُحتفل به في إيران والدول المجاورة كأفغانستان وتركيا ويحتفل به الأكراد خاصةً في شمال العراق والمناطق الكردية في سوريا. انتقل عيد النوروز بين الشعوب والثقافات عبر طريق الحرير، ويعتبر عطلة رسمية في إيران وأذربيجان والعراق وقرغيزستان.
الاحتفال بعيد النوروز له أسباب مختلفة مقتبسة من قصص شعبية في الثقافات التي تحتفل به، وتتفق الأقوال على أنه عيد للربيع، يحتفل فيه بدورة الحياة الجديدة بعد زوال فصل الشتاء.

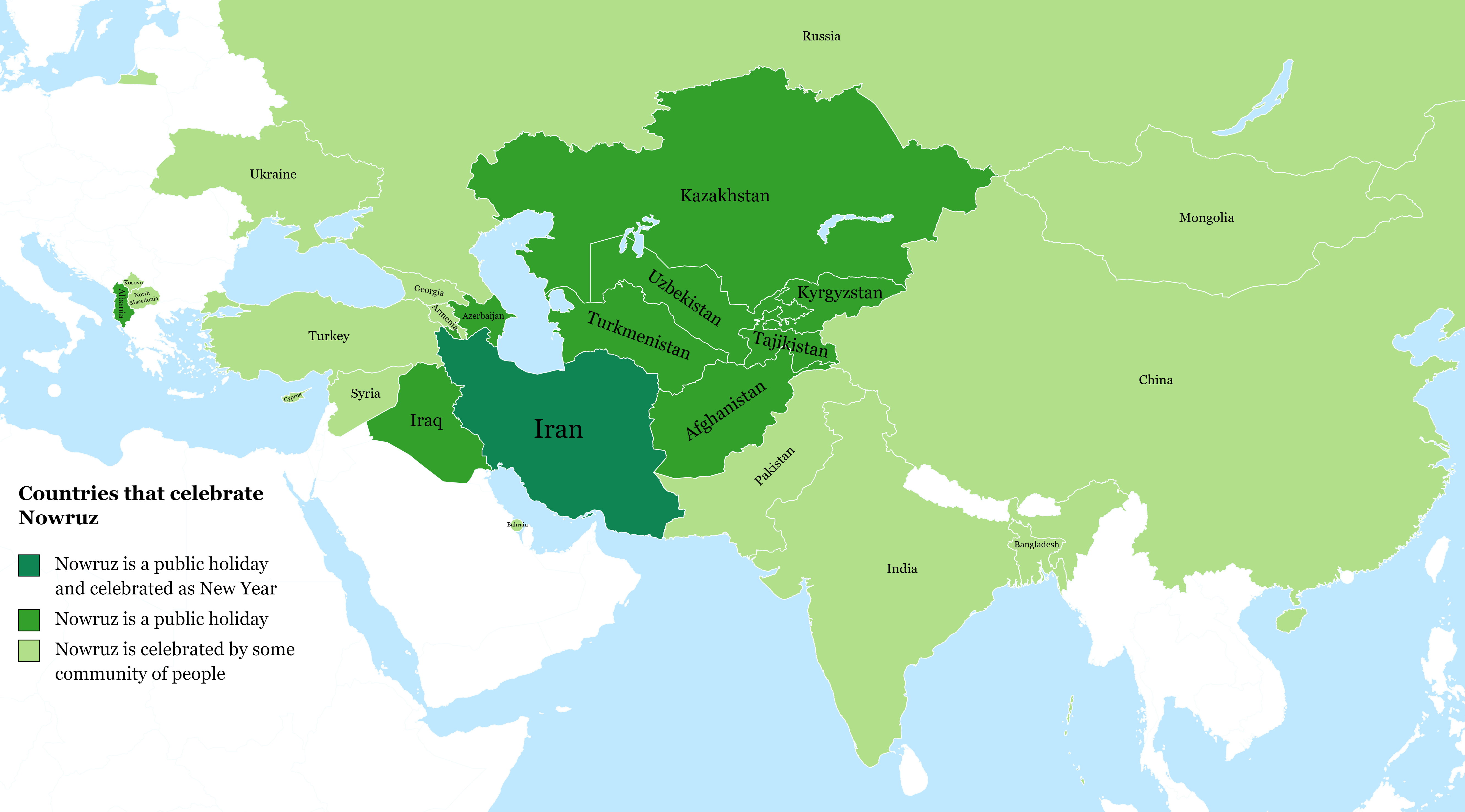
خريطة تُظهر الدول التي يتم الاحتفال بعيد نوروز فيها.

## أصل التسمية
«نو» تعني جديد و «روز» تعني يوم، في كل من اللغة الفارسية واللغة الكردية، فتأتي "نوروز" مجتمعة بمعنى اليوم الجديد. وقد عربت قديما وظهرت في المعاجم التراثية مثل لسان العرب باسم «النيروز». وجاء في معجم «أقرب الموارد» لسعيد الخوري الشرتوني مادة نرز:
فقوله: عند نزول الشمس أول الحمل، معناه وقوعه في أول فصل الربيع كما قدمناه. أما الرواية بشأن علي بن أبي طالب فلم تثبت خاصة أن السلف كانوا يبتعدون عن الاحتفال بالأعياد الجاهلية.
ويجمع على عيد النواريز. والفعل «نَوْرَزَ» بمعنى دخل في النوروز أو احتفل بعيد النوروز، قال الشاعر:
كما استعمل النوروز بصيغته الفارسية حيث قال البحتري في وصف الربيع:
كما سميت النوروز باسم «التحويل» وسميت أيضا «دورة السنة».

## التاريخ

### العصور القديمة

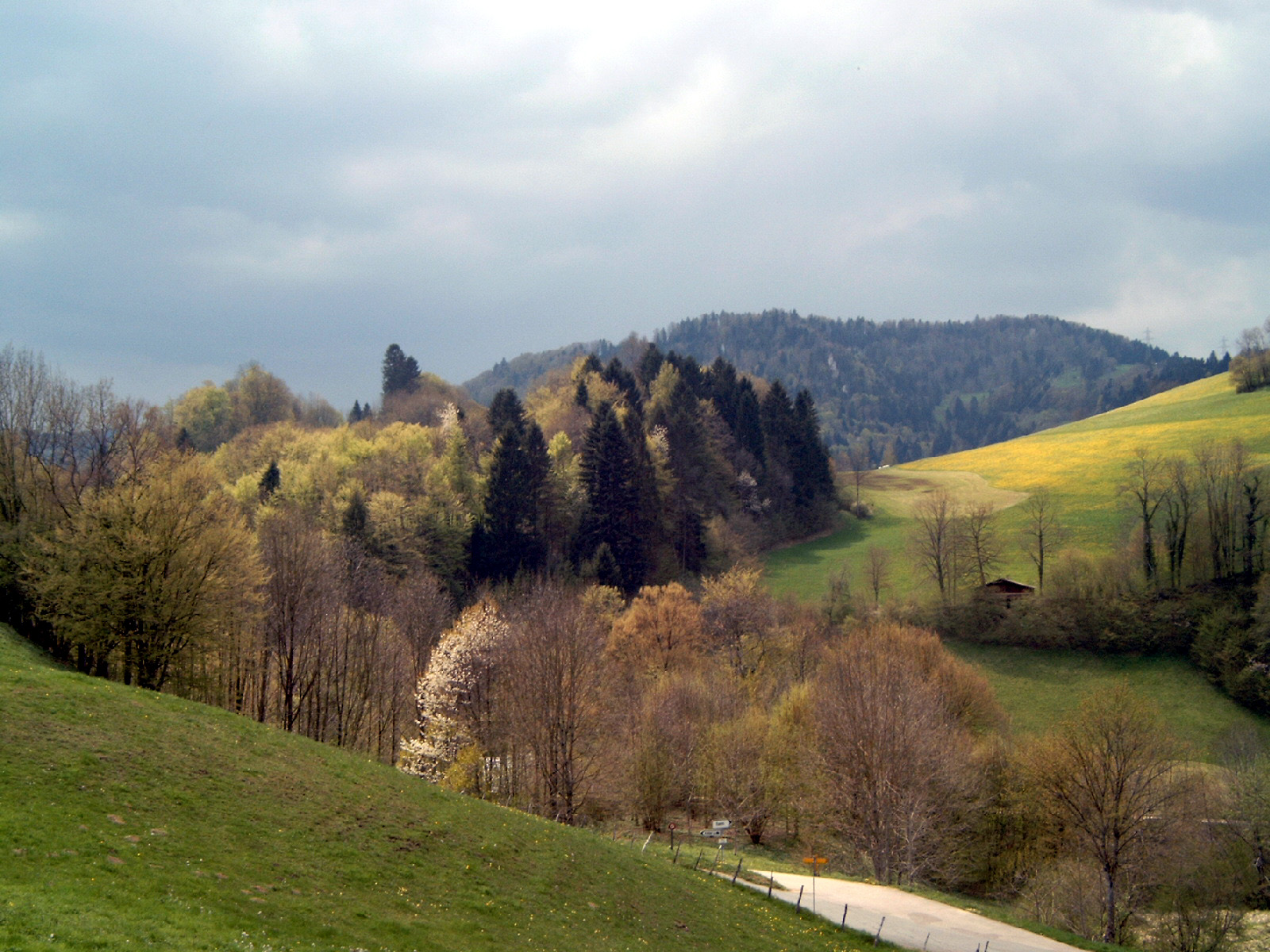
النوروز - أول أيام الربيع.

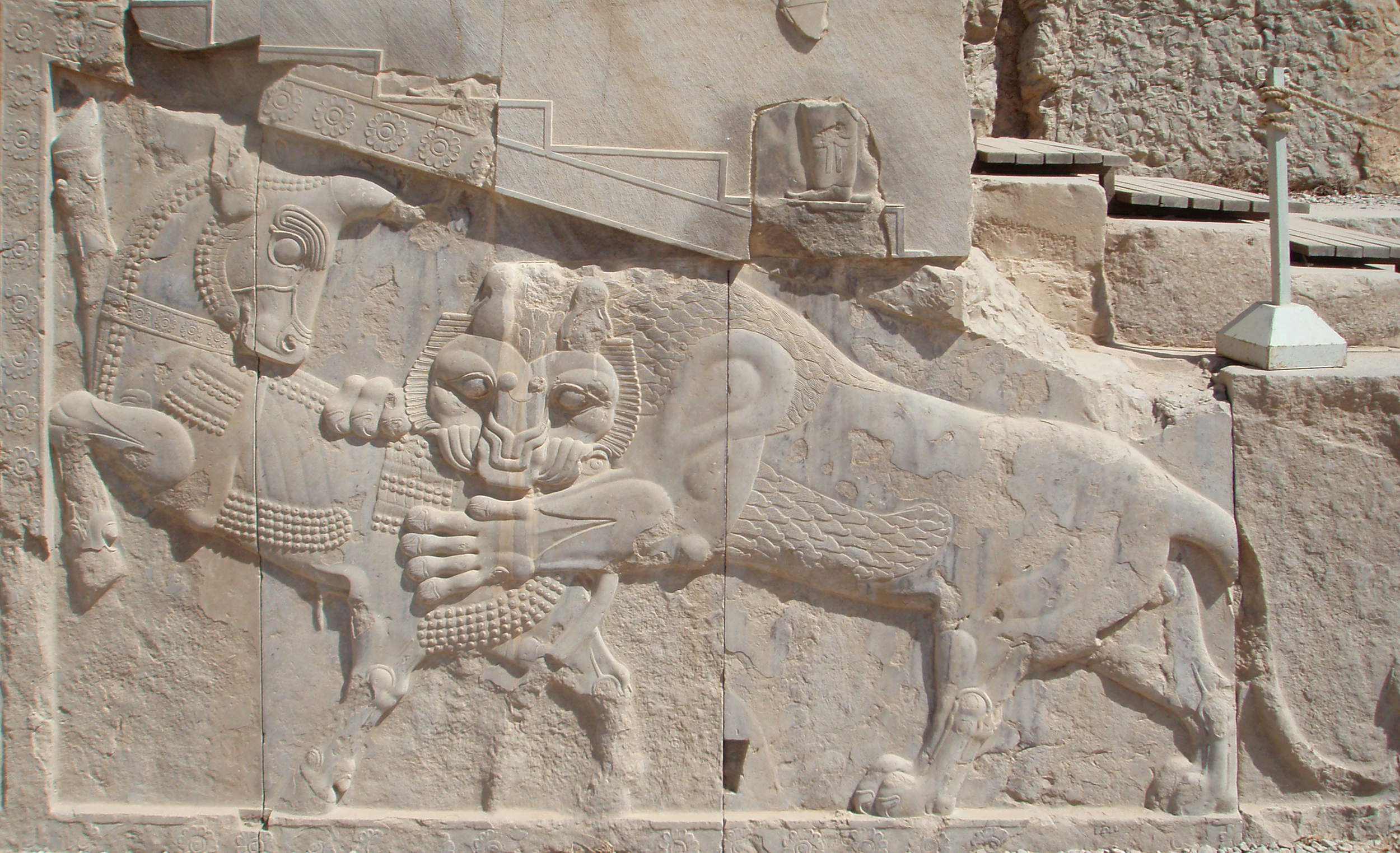
نقشٌ بارز لِأسدٍ وثورٍ يتقاتلان في تخت جمشيد - واعتُبر إحدى رُموز الاعتدال الربيعي - حيثُ أنَّ قُوَّة الثور (الذي يُمثِّل الأرض)، والأسد (الذي يُمثِّل الشمس)، تبقى مُتساوية إلى الأبد.

يروى أن الملك الفارسي جمشيد، وكان يدعى جم، كان يسير في العالم، وحين وصل إلى أذربيجان أمر بنصب عرش، وحين جلس عليه أشرقت الشمس وسطع نورها على تاج وعرش الملك فابتهج الناس، وقالوا: هذا يوم جديد. ولأنّ الشعاع يقال له في البهلويّة: (شيد) أضيفت الكلمة إلى اسم الملك فأصبح جمشيد، وقيل بأن هذا أصل الاحتفال بهذا اليوم.
وتحكي النقوش الأثرية والأدب الإيراني عامة عن احتفال الساسانيين، وهم من حكموا بلاد فارس قبل الإسلام، بيوم النوروز، حيث كان قد وضع تقويمها على أساس الحسابات التي أجراها الكهنة البابليّون والمجوس الإيرانيّون المقيمين في بابل عن طريق رصد النجوم، غير أن يوم النوروز لم يكن ثابتًا في ذلك الزمان حيث لم يُراعَ أصول الكبيسة وحدوث الاختلاطات.

### ما بعد الفتح الإسلامي
لم يحظ الاحتفال بالنوروز بعناية في صدر الإسلام، لكن بدأ الخلفاء الأمويّون يوزعون الهدايا على الفرس في أيّام النوروز وقيل أن الحجاج بن يوسف الثقفي هو أول من قدم هدايا النوروز في الإسلام، وقيل أن عمر بن عبد العزيز ألغى هذه المراسيم. لكن تقديم الهدايا للفرس استمر في زمن الدولة العباسية، التي قامت على أكتاف الأعاجم، فعلى سبيل المثال أهدى أحمد بن يوسف الكاتب للخليفة للمأمون سفط من الذهب. ولم يكن يوم النوروز ثابت في ذلك الزمان وكانت السنة الفارسية الشمسية تكبس على غرار ما يحصل في التقويم النصراني، لكن عطّل هذا النظام لما جاء الإسلام خوفا من الوقوع في النسئ والذي حذر من النبي ﷺ.
ويقرر حمزة الأصفهاني أن النيروز في أول سنة للهجرة وافق 18 حزيران ولكنه أخطأ إذ عده اليوم الأول من ذي القعدة. وكان الخراج يجمع في يوم النوروز. وفي زمن الخليفة المتوكل تقدم موعد جمع الخراج شهرين، وفي سنة 245 هـ حدد موعد النيروز يوم 17 حزيران كما كان عليه في الماضي. وقد روى الصفدي هذا التعديل في «الوافي بالوفيات»:
وفي مدح المتوكل قال البحتري:
وبقي هذا التعديل حتى أخّر الخليفة المعتضد النوروز بستين يوما ووافق وقوعه يوم 11 حزيران. جاء في تاريخ ابن الأثير في حوادث سنة 282 هـ:
وقد كان الاحتفال بالنوروز قائما في الدول الإسلامية الفارسية كالدولة السامانية التي قامت في بلاد فارس في القرن الرابع الهجري. كما احتفل بها آل بويه في بغداد وقد هنأ الشاعر الشريف الرضي بهاء الدولة بالنوروز في قوله:

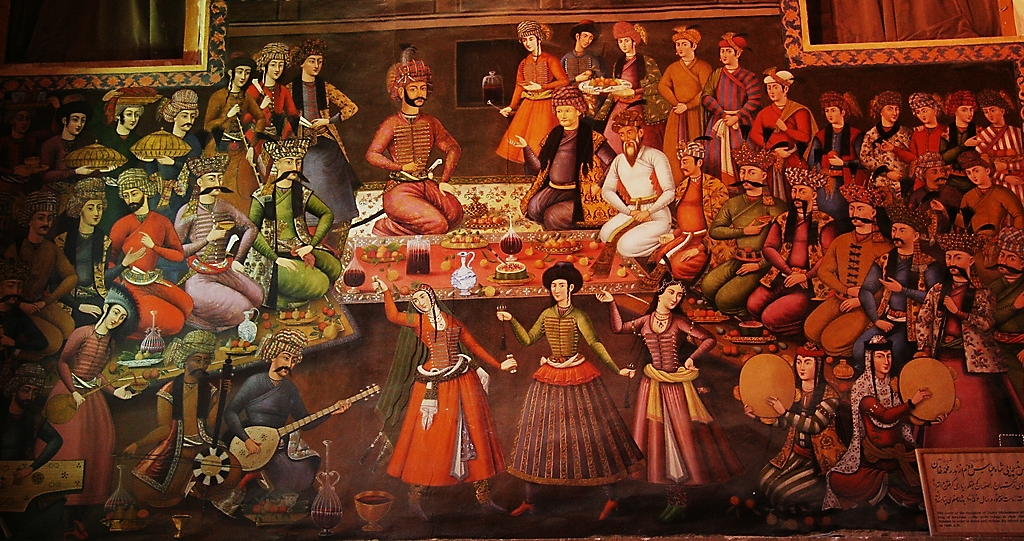
احتفال بعيد النوروز في بلاط عباس الثاني الصفوي.

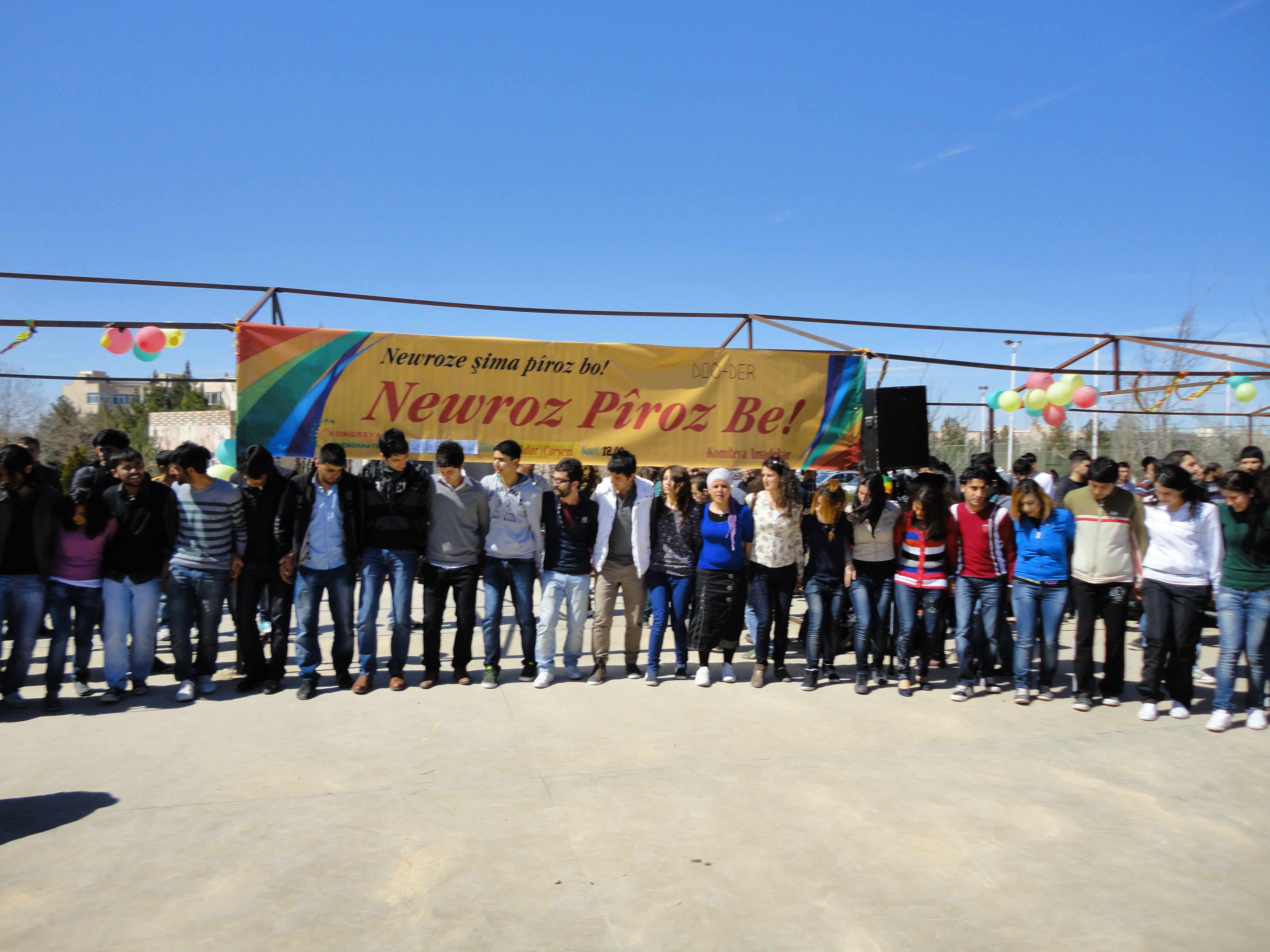
احتفال طلاب جامعة دجلة بالنوروز - ديار بكر.

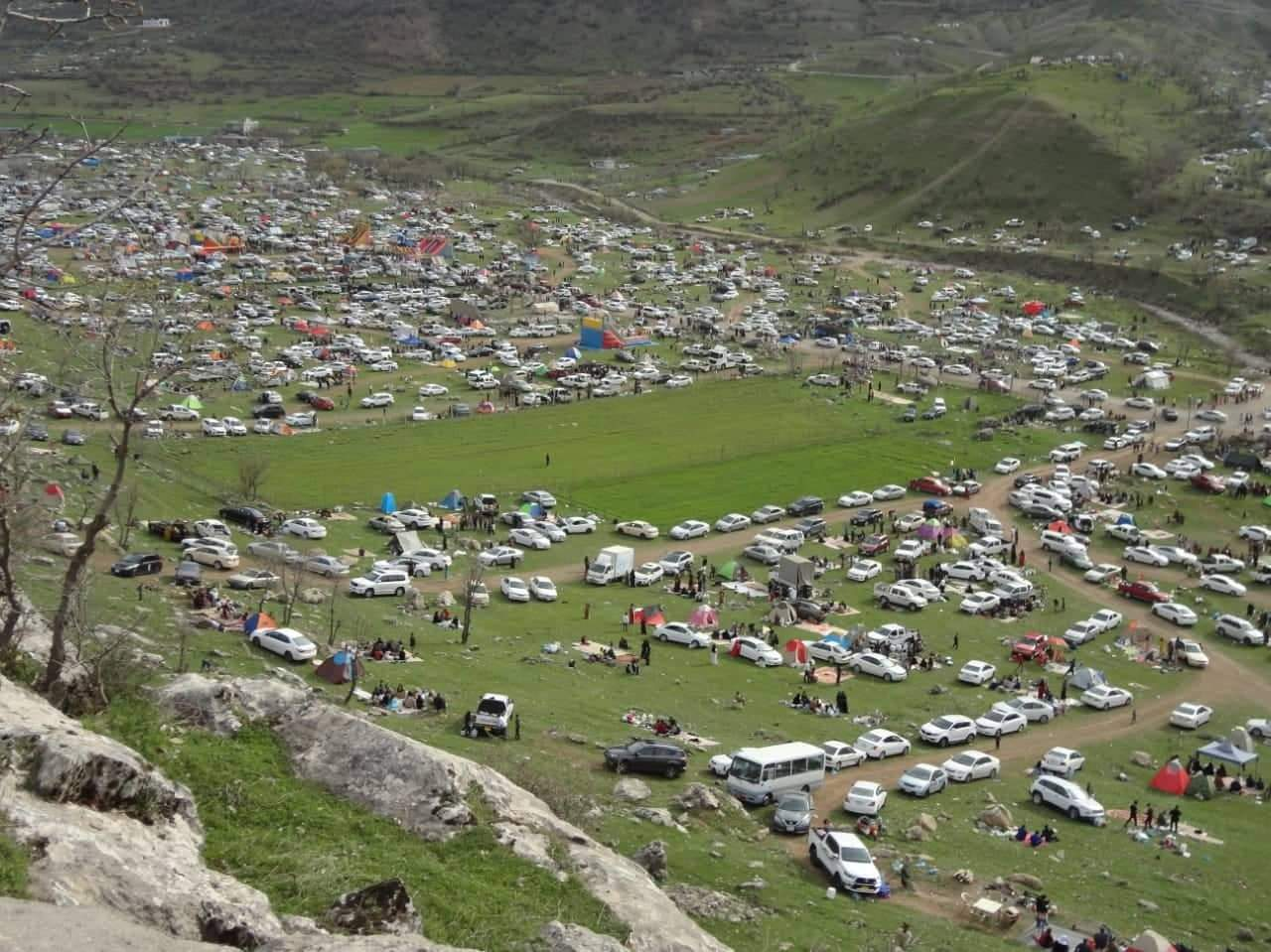
بيرويان في نوروز 2021

كما كانت تحتفل فيه الدولة الفاطمية بمصر، وسمي بالنيروز القبطي، وفيه تقفل الأسواق ويبقى أكثر الناس في بيوتهم. قد وافق في سنة 584 هـ يوم الثلاثاء 14رجب ليوم النيروز القبطي وهو مستهل السنة القبطية - الأول من شهر توت - ويصف محمد أحمد دهمان عادات الاحتفال وظهور «أمير النيروز» فيقول:
وبقي يوم النيروز يتغير بسبب عدم مراعاة أصول الكبيسة وحدوث اختلاطات، وكان يتّجه إلى الخريف إلى أن حلّت هذه المشكلة على يد الشاعر والرياضيّ عمر الخيام في القرن السادس الهجري، بعد أن طلب ملك شاه السلجوقي إحداث تصليحات على التقويم الإيراني، وصنف الخيام كتاب سماه «نوروز نامه»، واختير التقويم «الجلاليّ» تقويماً شمسيّاً للبلاد.
بقيت الاحتفالات بالنوروز مستمرة في الدول الفارسية اللاحقة مثل الدولة الصفوية، ويروى أن الشاه عباس، بعد أن حول عاصمة الدولة إلى أصبهان، أحيا النوروز في ساحة نقش جهان وكان ذلك سنة 1006 هـ الموافق 1597 م.

## النوروز في الثقافات الأخرى
عدا إيران وأفغانستان، يحتفل بالنوروز عند كثير من شعوب آسيا الغربيّة حتّى التي لم تكن منها تحت السيطرة الإيرانيّة، وتختلف عادات الاحتفال من بلد لآخر. ومن هذا الشعوب شعوب القفقاس ودول بحر قزوين والشعب الباكستانيّ والشعب التركيّ. واحتفل الصيادون والفلاحون في ساحل شرق أفريقيا بالنوروز، ويدعى في السواحيلية بـ «النيروزى».
كما يحتفل الأكراد بهذا العيد، ويعدّونه عيداً قوميّاً، ويروون أنه اليوم الذي انتفض فيه الأكراد تحت راية كاوه الحدّاد ضدّ الملك الضحّاك. ويضيف الأكراد اليوم بعض المظاهر السياسية للنوروز للتأكيد على هويتهم الذاتية وتسليط الضوء على تاريخهم.

## النوروز اليوم
حسب اليونسكو، يحتفل اليوم ما يقرب من 300 مليون شخص في جميع أنحاء العالم بالنوروز. ومن مراسم النوروز تجهيز مائدة خاصة تسمى «سفره ى هفت سين» أي سفرة السينات السبع، التي تحتوي على سبعة أشياء تبدأ بحرف السين. ومن العادات الأخرى ظهور الحاج فيروز في الشوارع، ويرتدي في العادة لباسا أحمر ويصبغ وجهه بلون أسود، وبعدها يقوم بإنشاد قصائد شعبية.
وفي جلسة في شباط 2010 م، قررت اليونسكو إدراج عيد النوروز في القائمة النموذجية للتراث الثقافي غير المادي للبشرية، كما اعترفت بيوم 21 آذار بوصفه «يوم نوروز الدولي».